# Amt Schenkenländchen
Amt Schenkenländchen és un amt ("municipalitat col·lectiva") del districte de Dahme-Spreewald, a Brandenburg, Alemanya. Té una extensió de 287,38 km² i una població de 8.303 habitants (2007). Limita amb el districte de Teltow-Flaeming a l'oest, als municipis de Bestensee i Heidesee al nord fins al districte d'Oder-Spree, a l'est i en l'amt Unterspreewald al sud.. La seu és a Teupitz. El burgmestre és Ulrich Arndts.

## Subdivisions
L'Amt Schenkenländchen és format pels municipis:
1. Groß Köris
2. Halbe (Łobje)
3. Märkisch Buchholz
4. Münchehofe
5. Schwerin
6. Teupitz